# Esme Booth
Pour les articles homonymes, voir Booth.
Esme Booth, née le 23 décembre 1998 à Warwick, est une rameuse britannique.

## Carrière
Esme Booth fait ses études à l'Oxford Brookes University où elle fait partie de l'équipe d'aviron en 2013.
En août 2022, elle rafle deux médailles d'argent aux Championnats d'Europe, une en deux de couple et une autre en huit. L'année suivante aux Europe 2023, l'équipe de huit dont elle fait partie conserve sa médaille d'argent tandis que son bateau de deux de couple termine 5e.
En 2023, elle entre dans l'histoire en devenant avec Emily Ford, les seules athlètes féminines britanniques à qualifier aux Jeux olympiques deux bateaux différents (deux de couple et huit). Aux championnats d'Europe 2024, elle rafle l'or en quatre sans barreur.
En juillet 2024, aux Jeux olympiques d'été de 2024, Booth remporte la médaille d'argent en quatre sans barreur avec Rebecca Shorten, Samantha Redgrave et Helen Glover.

## Palmarès

### Jeux olympiques
- Jeux olympiques d'été de 2024 à Paris :
  -  médaille d'argent en quatre sans barreur

### Championnats d'Europe
- Championnats d'Europe 2022 à Oberschleißheim :
  -  médaille d'argent en huit
  -  médaille d'argent en deux de couple
- Championnats d'Europe 2023 à Bled :
  -  médaille d'argent en huit
- Championnats d'Europe 2024 à Szeged :
  -  médaille d'or en quatre sans barreur